# Championnat d'Europe de football des moins de 19 ans 2012
Cet article traite de l'épreuve masculine. Pour la compétition féminine, voir Championnat d'Europe de football féminin des moins de 19 ans 2012.
Navigation
Euro 2011 Euro 2013
La 61e édition du Championnat d'Europe de football des moins de 19 ans (11e depuis que la limite d'âge est passée à 19 ans) est un tournoi de football organisé par l'Union des associations européennes de football dont la phase finale s'est déroulée en Estonie du 3 au 15 juillet 2012.
L'Estonie est désignée pays hôte le 4 octobre 2010 lors de la réunion du Comité exécutif de l'UEFA à Minsk, la capitale de la Biélorussie. L'Estonie accueille ce championnat pour la première fois.
Les joueurs nés après le 1er janvier 1993 peuvent participer à la compétition.
L'équipe d'Espagne remporte le tournoi pour la neuvième fois, en battant la Grèce sur le score de 1 à 0, égalant ainsi le record de victoire détenu par l'Angleterre depuis la création de la compétition.

## Éliminatoires
Qualifiés
- Angleterre
- Croatie
- Espagne
- Estonie (qualifiée d'office)
- France
- Grèce
- Portugal
- Serbie

## Phase finale
Le tirage au sort a lieu le 6 juin 2012 à Tallinn.
Les matchs de groupe sont joués les 3, 6 et 9 juillet.
Stades et villes sélectionnés
Pour ce championnat d'Europe de football des moins de 19 ans, l'Estonie présente quatre stades.
| \| Tallinn Rakvere Haapsalu \| Localisation des stades estoniens. |
| Tallinn Rakvere Haapsalu                                          |

| Ville                 | Tallinn                      | Tallinn                        | Rakvere                            | Haapsalu                          |
| --------------------- | ---------------------------- | ------------------------------ | ---------------------------------- | --------------------------------- |
| Nom du stade Capacité | A. Le Coq Arena 9 692 places | Stade de Kadriorg 5 000 places | Rakvere linnastaadion 2 300 places | Haapsalu linnastaadion 869 places |
|                       | L'intérieur du stade.        | Tribune principale du stade.   |                                    |                                   |

### Groupe A
| Rang | Équipe   | Pts | J | G | N | P | Bp | Bc | Diff |
| ---- | -------- | --- | - | - | - | - | -- | -- | ---- |
| 1    | Espagne  | 7   | 3 | 2 | 1 | 0 | 7  | 4  | +3   |
| 2    | Grèce    | 6   | 3 | 2 | 0 | 1 | 8  | 5  | +3   |
| 3    | Portugal | 4   | 3 | 1 | 1 | 1 | 8  | 6  | +2   |
| 4    | Estonie  | 0   | 3 | 0 | 0 | 3 | 1  | 9  | -8   |

- Qualifié pour les demi-finales et pour la Coupe du monde des moins de 20 ans 2013
- Qualifié pour la Coupe du monde des moins de 20 ans 2013

#### 1rejournée
| 3 juillet 2012  | Grèce           | 1 – 2 | Espagne              | Stade Haapsalu, Haapsalu                            |                                                     |
| 17 h 30 (UTC+3) | Diamantákos 66e |       | Jesé 30e · Osede 40e | Spectateurs : 1 350 Arbitrage : Vadims Direktorenko | Spectateurs : 1 350 Arbitrage : Vadims Direktorenko |
| 17 h 30 (UTC+3) | Rapport         |       |                      | Spectateurs : 1 350 Arbitrage : Vadims Direktorenko | Spectateurs : 1 350 Arbitrage : Vadims Direktorenko |

| 3 juillet 2012  | Estonie | 0 – 3 | Portugal                                  | A. Le Coq Arena, Tallinn                    |                                             |
| 20 h 45 (UTC+3) |         |       | Pikk 5e (csc) · Betinho 25e · Martins 72e | Spectateurs : 6 691 Arbitrage : Kenn Hansen | Spectateurs : 6 691 Arbitrage : Kenn Hansen |
| 20 h 45 (UTC+3) | Rapport |       |                                           | Spectateurs : 6 691 Arbitrage : Kenn Hansen | Spectateurs : 6 691 Arbitrage : Kenn Hansen |

#### 2ejournée
| 6 juillet 2012 | Estonie     | 1 – 4 | Grèce                                               | Stade de Kadriorg, Tallinn                     |                                                |
| 17 h (UTC+3)   | Luigend 90e |       | Katidis 43e · Fourlános 55e · Diamantákos 85e 90+2e | Spectateurs : 3 345 Arbitrage : Danny Makkelie | Spectateurs : 3 345 Arbitrage : Danny Makkelie |
| 17 h (UTC+3)   | Rapport     |       |                                                     | Spectateurs : 3 345 Arbitrage : Danny Makkelie | Spectateurs : 3 345 Arbitrage : Danny Makkelie |

| 6 juillet 2012 | Portugal                                        | 3 – 3 | Espagne         | A. Le Coq Arena, Tallinn                     |                                              |
| 20 h (UTC+3)   | Bruma 11e · Gomes 39e · João Mário 90+1e (pen.) |       | Jesé 8e 28e 48e | Spectateurs : 3 780 Arbitrage : Paolo Valeri | Spectateurs : 3 780 Arbitrage : Paolo Valeri |
| 20 h (UTC+3)   | Rapport                                         |       |                 | Spectateurs : 3 780 Arbitrage : Paolo Valeri | Spectateurs : 3 780 Arbitrage : Paolo Valeri |

#### 3ejournée
| 9 juillet 2012 | Espagne                  | 2 – 0 | Estonie | A. Le Coq Arena, Tallinn                      |                                               |
| 17 h (UTC+3)   | Suárez 39e · Alcácer 87e |       |         | Spectateurs : 3 877 Arbitrage : Arnold Hunter | Spectateurs : 3 877 Arbitrage : Arnold Hunter |
| 17 h (UTC+3)   | Rapport                  |       |         | Spectateurs : 3 877 Arbitrage : Arnold Hunter | Spectateurs : 3 877 Arbitrage : Arnold Hunter |

| 9 juillet 2012 | Portugal                  | 2 – 3 | Grèce                            | Stade Haapsalu, Haapsalu                    |                                             |
| 17 h (UTC+3)   | Gomes 19e · Betinho 90+5e |       | Gianniotas 18e · Katidis 42e 69e | Spectateurs : 1 193 Arbitrage : Alain Bieri | Spectateurs : 1 193 Arbitrage : Alain Bieri |
| 17 h (UTC+3)   | Rapport                   |       |                                  | Spectateurs : 1 193 Arbitrage : Alain Bieri | Spectateurs : 1 193 Arbitrage : Alain Bieri |

### Groupe B
| Rang | Équipe     | Pts | J | G | N | P | Bp | Bc | Diff |
| ---- | ---------- | --- | - | - | - | - | -- | -- | ---- |
| 1    | Angleterre | 7   | 3 | 2 | 1 | 0 | 5  | 3  | +2   |
| 2    | France     | 6   | 3 | 2 | 0 | 1 | 5  | 2  | +3   |
| 3    | Croatie    | 4   | 3 | 1 | 1 | 1 | 4  | 2  | +2   |
| 4    | Serbie     | 0   | 3 | 0 | 0 | 3 | 1  | 8  | -7   |

- Qualifié pour les demi-finales et pour la Coupe du monde des moins de 20 ans 2013
- Qualifié pour la Coupe du monde des moins de 20 ans 2013

#### 1rejournée
| 3 juillet 2012  | Angleterre   | 1 – 1 | Croatie     | Stade de Kadriorg, Tallinn                  |                                             |
| 17 h 30 (UTC+3) | Chalobah 60e |       | Pavičić 57e | Spectateurs : 1 270 Arbitrage : Alain Bieri | Spectateurs : 1 270 Arbitrage : Alain Bieri |
| 17 h 30 (UTC+3) | Rapport      |       |             | Spectateurs : 1 270 Arbitrage : Alain Bieri | Spectateurs : 1 270 Arbitrage : Alain Bieri |

| 3 juillet 2012  | Serbie  | 0 – 3 | France                                    | Stade Rakvere, Rakvere                        |                                               |
| 18 h 45 (UTC+3) |         |       | Samnick 17e · Pogba 26e (pen.) · Vion 32e | Spectateurs : 1 827 Arbitrage : Arnold Hunter | Spectateurs : 1 827 Arbitrage : Arnold Hunter |
| 18 h 45 (UTC+3) | Rapport |       |                                           | Spectateurs : 1 827 Arbitrage : Arnold Hunter | Spectateurs : 1 827 Arbitrage : Arnold Hunter |

#### 2ejournée
| 6 juillet 2012  | France        | 1 – 0 | Croatie | Stade Haapsalu, Haapsalu                            |                                                     |
| 16 h 30 (UTC+3) | Foulquier 79e |       |         | Spectateurs : 1 182 Arbitrage : Vadims Direktorenko | Spectateurs : 1 182 Arbitrage : Vadims Direktorenko |
| 16 h 30 (UTC+3) | Rapport       |       |         | Spectateurs : 1 182 Arbitrage : Vadims Direktorenko | Spectateurs : 1 182 Arbitrage : Vadims Direktorenko |

| 6 juillet 2012  | Serbie       | 1 – 2 | Angleterre             | Stade Rakvere, Rakvere                      |                                             |
| 17 h 30 (UTC+3) | Ninković 70e |       | Afobe 6e · Redmond 63e | Spectateurs : 1 712 Arbitrage : Kenn Hansen | Spectateurs : 1 712 Arbitrage : Kenn Hansen |
| 17 h 30 (UTC+3) | Rapport      |       |                        | Spectateurs : 1 712 Arbitrage : Kenn Hansen | Spectateurs : 1 712 Arbitrage : Kenn Hansen |

#### 3ejournée
| 9 juillet 2012 | Croatie                        | 3 – 0 | Serbie | Stade Rakvere, Rakvere                    |                                           |
| 20 h (UTC+3)   | Pavičić 2e · Pongračić 49e 57e |       |        | Spectateurs : 1 647 Arbitrage : Eiko Saar | Spectateurs : 1 647 Arbitrage : Eiko Saar |
| 20 h (UTC+3)   | Rapport                        |       |        | Spectateurs : 1 647 Arbitrage : Eiko Saar | Spectateurs : 1 647 Arbitrage : Eiko Saar |

| 9 juillet 2012 | France       | 1 – 2 | Angleterre               | Stade de Kadriorg, Tallinn                 |                                            |
| 20 h (UTC+3)   | Veretout 31e |       | Lundstram 16e · Kane 39e | Spectateurs : 3 234 Arbitrage : Paolo Veri | Spectateurs : 3 234 Arbitrage : Paolo Veri |
| 20 h (UTC+3)   | Rapport      |       |                          | Spectateurs : 3 234 Arbitrage : Paolo Veri | Spectateurs : 3 234 Arbitrage : Paolo Veri |

### Tableau final
|  | Demi-finales        | Demi-finales        |       |         | Finale              | Finale              |
|  | Demi-finales        | Demi-finales        |       |         | Finale              | Finale              |
|  |                     |                     |       |         |                     |                     |
|  | 12 juillet, Tallinn | 12 juillet, Tallinn |       |         | 15 juillet, Tallinn | 15 juillet, Tallinn |
|  | 12 juillet, Tallinn | 12 juillet, Tallinn |       |         | 15 juillet, Tallinn | 15 juillet, Tallinn |
|  | Angleterre          | 1                   |       |         | 15 juillet, Tallinn | 15 juillet, Tallinn |
|  | Angleterre          | 1                   |       |         | 15 juillet, Tallinn | 15 juillet, Tallinn |
|  | Grèce               | 2 ap                |       |         | 15 juillet, Tallinn | 15 juillet, Tallinn |
|  | Grèce               | 2 ap                | Grèce | 0       |                     |                     |
|  | 12 juillet, Tallinn |                     | Grèce | 0       |                     |                     |
|  |                     | Espagne             | 1     |         |                     |                     |
|  | Espagne             | Espagne             | 1     | 3ap (4) |                     |                     |
|  | Espagne             |                     |       | 3ap (4) |                     |                     |
|  | France              | 3 tab(2)            |       |         |                     |                     |
|  | France              | 3 tab(2)            |       |         |                     |                     |

#### Demi-finales
| 12 juillet 2012 | Angleterre             | 1 – 2 a. p. | Grèce                                         | A. Le Coq Arena, Tallinn                    |                                             |
| 16 h 45 (UTC+3) | Hall 45+4e · Afobe 56e |             | Bougaidis 38e · Kapíno 45e · Lykogiánnis 108e | Spectateurs : 3 115 Arbitrage : Kenn Hansen | Spectateurs : 3 115 Arbitrage : Kenn Hansen |
| 16 h 45 (UTC+3) | Rapport                |             |                                               | Spectateurs : 3 115 Arbitrage : Kenn Hansen | Spectateurs : 3 115 Arbitrage : Kenn Hansen |

| 12 juillet 2012 | Espagne                                      | 3 – 3 a. p.       | France                            | A. Le Coq Arena, Tallinn                      |                                               |
| 20 h (UTC+3)    | Deulofeu 62e 112e · Alcácer 78e              |                   | Umtiti 26e 90+1e · Pogba 117e     | Spectateurs : 4 325 Arbitrage : Arnold Hunter | Spectateurs : 4 325 Arbitrage : Arnold Hunter |
| 20 h (UTC+3)    | Rapport                                      |                   |                                   | Spectateurs : 4 325 Arbitrage : Arnold Hunter | Spectateurs : 4 325 Arbitrage : Arnold Hunter |
| 20 h (UTC+3)    | Campaña · Suárez · Jesé · Alcácer · Deulofeu | Tirs au but 4 – 2 | Pogba · Pléa · Umtiti · Kondogbia | Spectateurs : 4 325 Arbitrage : Arnold Hunter | Spectateurs : 4 325 Arbitrage : Arnold Hunter |

#### Finale
| 15 juillet 2012 | Grèce   | 0 – 1 | Espagne  | A. Le Coq Arena, Tallinn                       |                                                |
| 21 h 30 (UTC+3) |         |       | Jesé 80e | Spectateurs : 7 864 Arbitrage : Danny Makkelie | Spectateurs : 7 864 Arbitrage : Danny Makkelie |
| 21 h 30 (UTC+3) | Rapport |       |          | Spectateurs : 7 864 Arbitrage : Danny Makkelie | Spectateurs : 7 864 Arbitrage : Danny Makkelie |

### Buteurs
| 5 buts - Jesé 3 buts - Dimitrios Diamantákos - Giorgos Katidis 2 buts - Benik Afobe - Domagoj Pavičić - Mihael Pongračić - Paco Alcácer - Gerard Deulofeu - Paul Pogba - Samuel Umtiti - Betinho - André Gomes 1 but - Nathaniel Chalobah - Harry Kane - John Lundstram | 1 but (suite) - Nathan Redmond - Derik Osede - Denis Suárez - Karl-Eerik Luigend - Dimitri Foulquier - Richard-Quentin Samnick - Jordan Veretout - Thibaut Vion - Mavroudis Bougaidis - Spýros Fourlános - Giannis Gianniotas - Charálampos Lykogiánnis - Bruma - João Mário - Daniel Martins - Nikola Ninković 1 but contre son camp - Artur Pikk (contre le Portugal) |